# Čagan (přítok Uralu)
Čagan (rusky Чаган) je řeka v Orenburské oblasti v Rusku a v Západokazachstánské oblasti v Kazachstánu. Je 264 km dlouhá. Povodí má rozlohu 7 530 km².

## Průběh toku
Pramení ve vysočině Obščij Syrt. Je pravým přítokem Uralu.

## Vodní režim
Zdroj vody je převážně sněhový. Průměrný roční průtok vody ve vzdálenosti 40 km od ústí je 7,7 m³/s. Zamrzá většinou v listopadu, někdy však až na začátku ledna. Na horním toku promrzá až do dna. Rozmrzá na konci března až v dubnu.